# Gran Galà del Calcio
Die Gran Galà del Calcio ist eine jährliche Preisverleihung der italienischen Fußballspielervereinigung Associazione Italiana Calciatori. Die Preisverleihung gilt als Nachfolger der Veranstaltung Oscar del Calcio und wurde erstmals im Jahr 2011 durchgeführt. Ausgezeichnet werden hierbei die besten Spieler, Trainer, Schiedsrichter und Vereine der abgelaufenen Spielzeit des italienischen Fußballs. Die Auszeichnung bezieht sich nur auf die italienischen Spielklassen Serie A, Serie B und Serie A (Frauenfußball).

## Liste der Auszeichnungen

### Gran Galà del Calcio (seit 2011)
Aktuelle Auszeichnungen:
- Fußballer des Jahres: seit 2011
- Fußballerin des Jahres: seit 2012
- Fußballer des Jahres der Serie B: 2011–2019, seit 2021
- Trainer des Jahres: seit 2011
- Schiedsrichter des Jahres: seit 2011
- Verein des Jahres: seit 2011
- Team des Jahres (Männer) seit 2011
- Team des Jahres (Frauen): seit 2019
- Tor des Jahres der Männer: 2018, 2019, seit 2021
- Tor des Jahres der Frauen: 2019, seit 2021

Ehemalige Auszeichnungen:
- Nachwuchsspieler des Jahres: 2012

### Oscar del Calcio (1997–2010)
- Fußballer des Jahres: 1997–2010
- Italienischer Fußballspieler des Jahres: 1997–2010
- Ausländischer Fußballspieler des Jahres: 1997–2010
- Nachwuchsspieler des Jahres: 1997–2010
- Torhüter des Jahres: 1997–2010
- Verteidiger des Jahres: 2000–2010
- Stürmer des Jahres: 2006–2010
- Tor des Jahres der Männer: 2004–2010
- Beliebtester Fußballer des Jahres: 2001–2002, 2005–2010
- Verein des Jahres: 1997–1999, 2009–2010
- Trainer des Jahres: 1997–2010
- Schiedsrichter des Jahres: 1997–2010
- Fair-Play-Auszeichnung: 2007–2010
- Fan-Aktion des Jahres: 2007–2008

## Sonderpreise

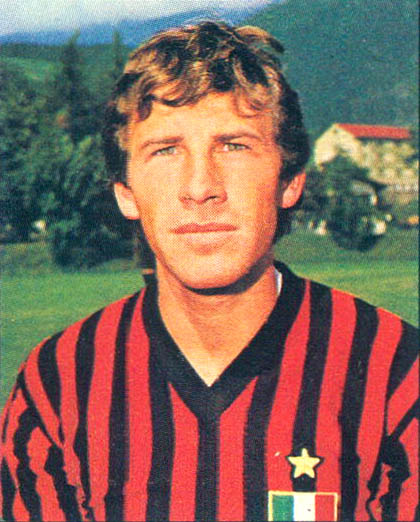
Franco Baresi 1979

| Jahr                 | Auszeichnung                           | Gewinner              | Gewinner         |
| Oscar del Calcio     | Oscar del Calcio                       | Oscar del Calcio      | Oscar del Calcio |
| -------------------- | -------------------------------------- | --------------------- | ---------------- |
| 2000                 | Sonderpreis Fußballer des Jahrhunderts | Franco Baresi         | [ 1 ]            |
| 2007                 | Sonderpreis Champion der Champions     | Ronaldo               | [ 1 ]            |
| Gran Galà del Calcio |                                        |                       |                  |
| 2011                 | Sonderpreis Lebenswerk                 | Alessandro Del Piero  | [ 2 ]            |
| 2011                 | Sonderpreis Kritikerpreis              | Fabio Capello         | [ 2 ]            |
| 2012                 | Sonderpreis Lebenswerk                 | Filippo Inzaghi       | [ 3 ]            |
| 2012                 | Sonderpreis Treue                      | Javier Zanetti        | [ 3 ]            |
| 2018                 | Sonderpreis Lebenswerk                 | Andrea Pirlo          | [ 4 ]            |
| 2018                 | Sonderpreis Lebenswerk                 | Francesco Totti       | [ 4 ]            |
| 2019                 | Sonderpreis Lebenswerk                 | Gennaro Gattuso       | [ 5 ]            |
| 2023                 | Sonderpreis Legende                    | Gianluigi Buffon      | [ 6 ]            |
| 2024                 | Sonderpreis Lebenswerk                 | Demetrio Albertini    | [ 7 ]            |
| 2024                 | Sonderpreis Lebenswerk                 | Alessandro Costacurta | [ 7 ]            |
| 2024                 | Sonderpreis Lebenswerk                 | Roberto Donadoni      | [ 7 ]            |
| 2024                 | Sonderpreis Lebenswerk                 | Mauro Tassotti        | [ 7 ]            |

## Weitere Auszeichnungen der Oscar del Calcio

### Beliebtester Fußballer des Jahres (2001–2002, 2005–2010)
| Jahr | Spieler              | Verein         | [ 1 ] |
| ---- | -------------------- | -------------- | ----- |
| 2001 | Alessandro Del Piero | Juventus Turin | [ 1 ] |
| 2001 | Roberto Baggio       | Brescia Calcio | [ 1 ] |
| 2005 | Zlatan Ibrahimović   | Juventus Turin | [ 1 ] |
| 2006 | Gianluigi Buffon     | Juventus Turin | [ 1 ] |
| 2007 | Gianluigi Buffon     | Juventus Turin | [ 1 ] |
| 2008 | Alessandro Del Piero | Juventus Turin | [ 1 ] |
| 2009 | Diego Milito         | Inter Mailand  | [ 1 ] |
| 2010 | Edinson Cavani       | SSC Neapel     | [ 1 ] |

### Fair-Play-Auszeichnung (2007–2010)
| Jahr | Preisträger       | [ 1 ] |
| ---- | ----------------- | ----- |
| 2007 | AC Florenz        | [ 1 ] |
| 2008 | Franco Brienza    | [ 1 ] |
| 2009 | Giuseppe Pillon   | [ 1 ] |
| 2010 | Antonio Di Natale | [ 1 ] |

### Fan-Aktion des Jahres (2007–2008)
| Jahr | Preisträger       | [ 1 ] |
| ---- | ----------------- | ----- |
| 2007 | CFC Genua         | [ 1 ] |
| 2008 | Stefano Borgonovo | [ 1 ] |